# Сошище
Со́шище — село в Україні, у Шумській міській громаді Кременецького району Тернопільської області. Розташоване на півночі району. До 2020 підпорядковане Літовищенській сільраді.
Населення — 165 осіб (2007).

## Історія
Перша писемна загадка — 1450.
1 жовтня 1933 року утворено ґміну Угорськ Кременецького повіту і село включено до неї.
12 червня 2020 року, відповідно до розпорядження Кабінету Міністрів України № 724-р «Про визначення адміністративних центрів та затвердження територій територіальних громад Тернопільської області» село увійшло до складу Шумської міської громади.
19 липня 2020 року, в результаті адміністративно-територіальної реформи та ліквідації Шумського району, село увійшло до складу Кременецького району.

## Населення

### Мова
Розподіл населення за рідною мовою за даними перепису 2001 року:
| Мова       | Кількість | Відсоток |
| ---------- | --------- | -------- |
| українська | 176       | 99.44%   |
| російська  | 1         | 0.56%    |
| Усього     | 177       | 100%     |

## Соціальна сфера
Діють ФАП і торговельний заклад.

## Галерея

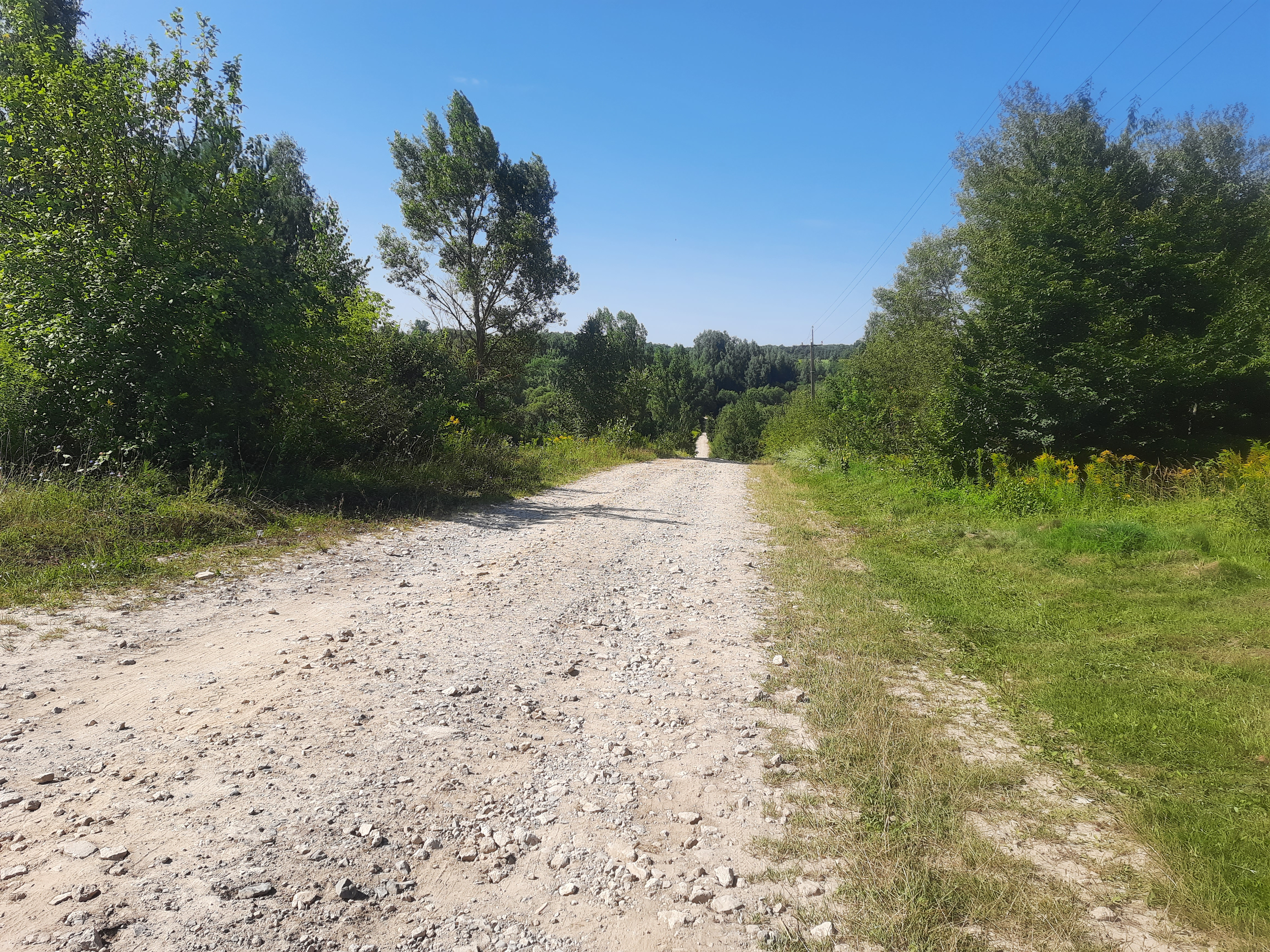
Дорога в село
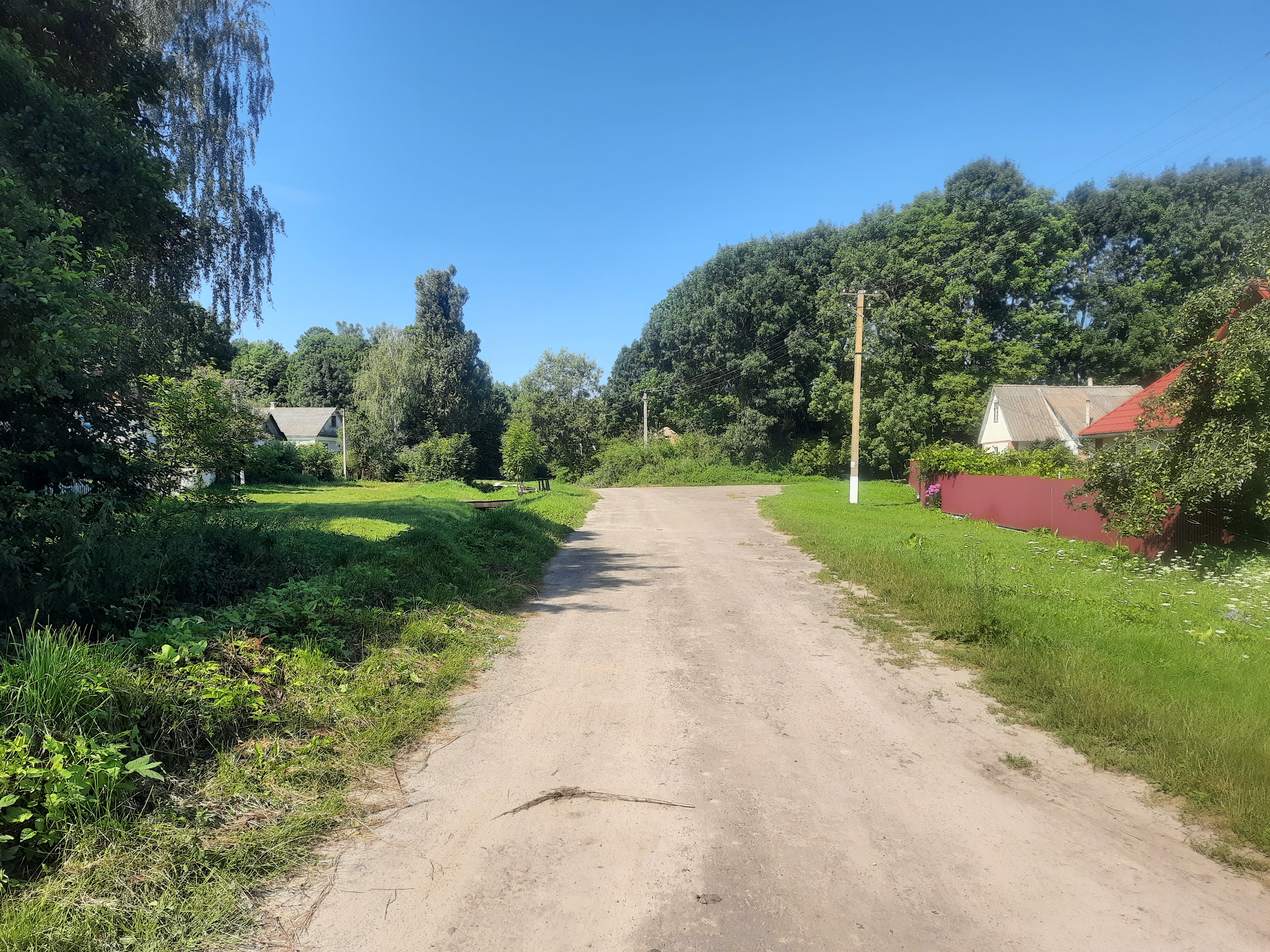
Сільська вулиця
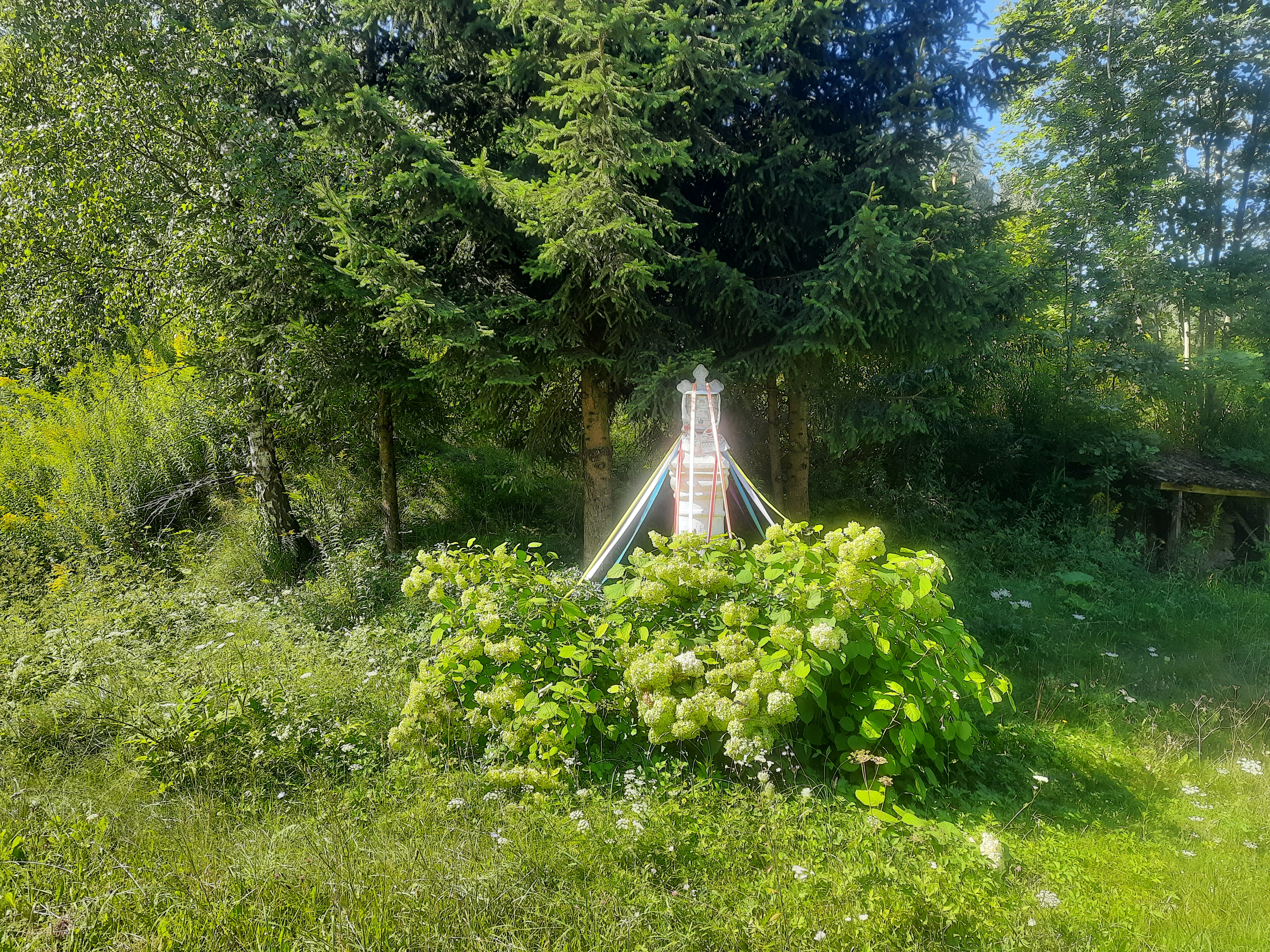
Пам'ятний хрест
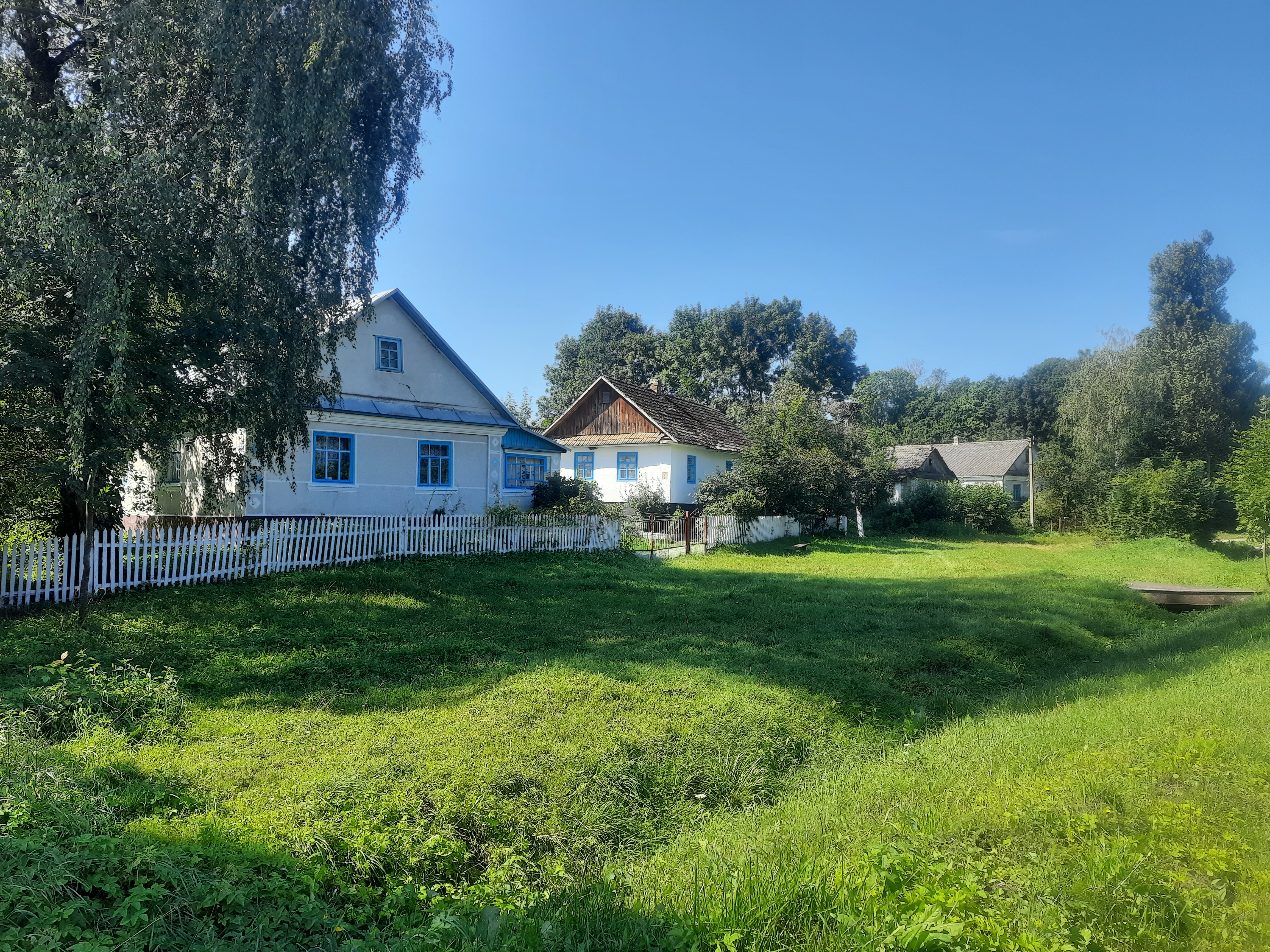
Сільський пейзаж
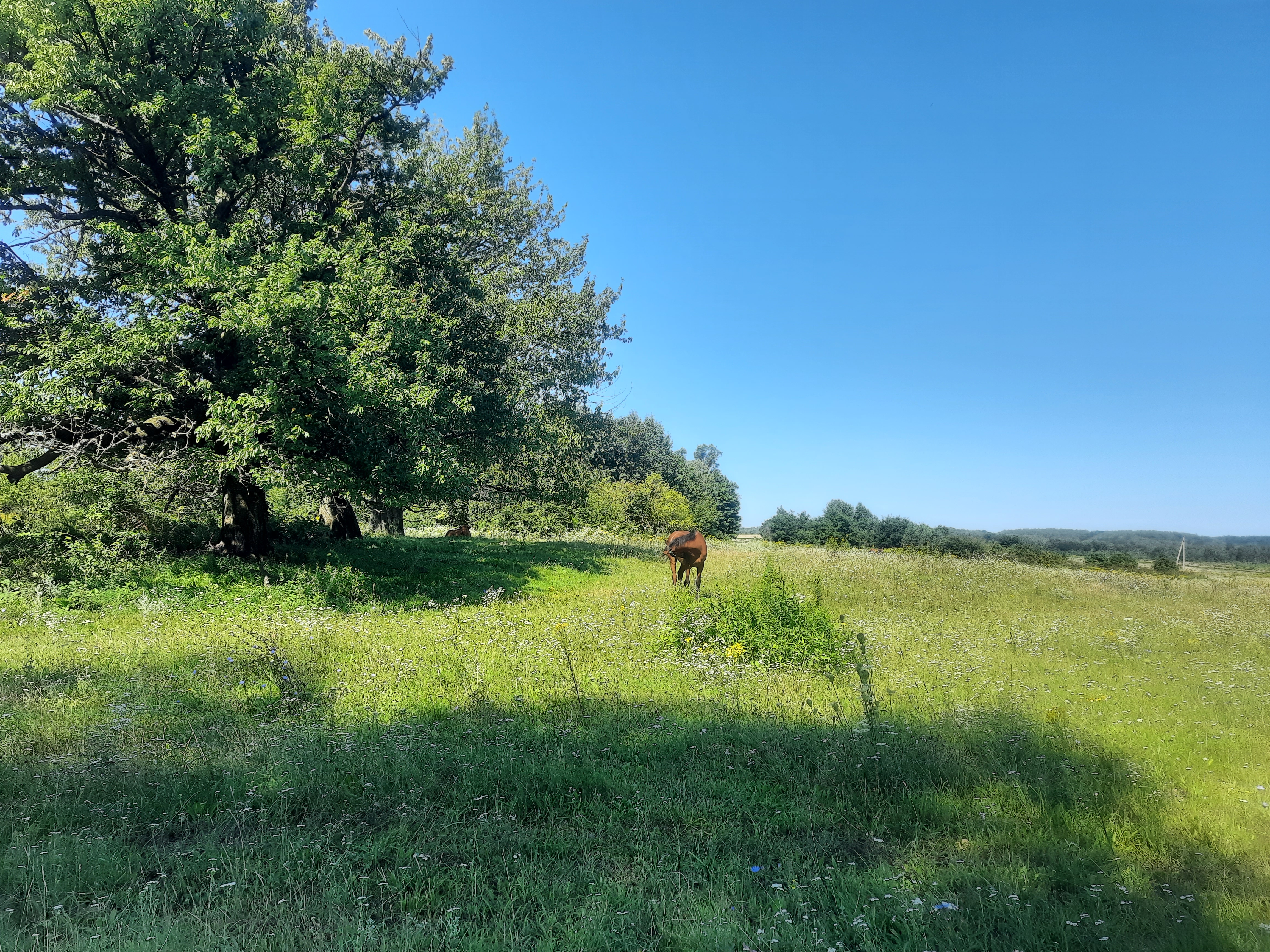
Краєвид біля села